# إبراهيم أباد (خور وبيابانك)
إبراهيم أباد هي قرية في مقاطعة خور وبيابانك، إيران. عدد سكان هذه القرية هو 193 في سنة 2006.